# Caenaugochlora costaricensis
Caenaugochlora costaricensis är en biart som först beskrevs av Heinrich Friese 1917.  Caenaugochlora costaricensis ingår i släktet Caenaugochlora och familjen vägbin. Inga underarter finns listade.